# Brouwerij Huysseune
Brouwerij Huysseune is een voormalige brouwerij gelegen in de Zeelaan in het Belgische De Panne en was actief van 1874 tot een stuk na de Eerste Wereldoorlog. Gedurende de Eerste Wereldoorlog werden ook eigendommen ter beschikking gesteld van het leger als hospitaal.